# تل الزعزع
قريةتل الزعزع هي إحدى القرى اللبنانية من قرى قضاء البقاع الغربي في محافظة البقاع. وهي قرية تابعة عقاريا لبلدية الخيارة